# 4869 Піотровський
4869 Піотровський (4869 Piotrovsky) — астероїд головного поясу, відкритий 26 жовтня 1989 року.
Тіссеранів параметр щодо Юпітера — 3,616.